# Gobiodon citrinus
Gobiodon citrinus es una especie de peces de la familia de los Gobiidae en el orden de los Perciformes.

## Morfología
Los machos pueden llegar a alcanzar los 6,6 cm de longitud total.

## Distribución geográfica
Se encuentra desde el Mar Rojo hasta Mozambique, Samoa, el sur del Japón y la Gran Barrera de Coral.

## Observaciones
Es inofensivo para los humanos.